# Liste der Kulturdenkmäler in Hermeskeil
In der Liste der Kulturdenkmäler in Hermeskeil sind alle Kulturdenkmäler der rheinland-pfälzischen Stadt Hermeskeil einschließlich der Stadtteile Abtei, Höfchen und Lascheiderhof aufgeführt. Grundlage ist die Denkmalliste des Landes Rheinland-Pfalz (Stand: 8. Februar 2023).

## Denkmalzonen
| Bezeichnung                                      | Lage                               | Baujahr | Beschreibung | Bild            |
| ------------------------------------------------ | ---------------------------------- | ------- | --- | --------------- |
| Denkmalzone Evangelischer und jüdischer Friedhof | Züscher Straße/Zum Ringgraben Lage | um 1850 | Doppelanlage, um 1850 angelegt; neugotisches Friedhofskreuz; Rotsandsteingrabsäule für A. R. G. von Konarsky, zweite Hälfte des 19. Jahrhunderts; an der nordöstlichen Seite der kleine, eingefriedete jüdische Friedhof, 1938 verwüstet | Fotos hochladen |

## Einzeldenkmäler
| Bezeichnung                          | Lage                                                 | Baujahr | Beschreibung | Bild                           |
| ------------------------------------ | ---------------------------------------------------- | ------- | --- | ------------------------------ |
| Jugendherberge                       | Adolf-Kolping-Straße 4 Lage                          | 1936    | Walmdachbau, teilweise Fachwerk, nationalsozialistischer Musterbau, 1936                                                               | Fotos hochladen                |
| Franziskanerkloster                  | Klostersiedlung 11 Lage                              | 1930/31 | Quadrum der klassischen Moderne, 1930/31, Architekt Clemens Holzmeister, 1951 Wiederaufbau; bauliche Gesamtanlage mit Park und Garten  | Fotos hochladen                |
| Forstamt Hermeskeil-West             | Koblenzer Straße 52 Lage                             | 1926    | ehemaliges Gemeindeforstamt; Villa im Heimatstil, 1926, Architekt Kreisbaurat Bechtel                                                  | BW                             |
| Forstamt Hermeskeil-Ost              | Koblenzer Straße 71 Lage                             | 1897    | historistischer Verwaltungsbau, 1897                                                                                                   | Fotos hochladen                |
| Katholische Pfarrkirche St. Martin   | Martinusstraße 1 Lage                                | 1867–70 | dreischiffige neuromanisch-neugotische Halle, 1867–70, Architekt Adolph Danner; bauliche Gesamtanlage mit Martinusstraße 5 (Pfarrhaus) | weitere Bilder Fotos hochladen |
| Evangelische Pfarrkirche             | Saarstraße 29 Lage                                   | 1853    | klassizistischer Saalbau, bezeichnet 1853                                                                                              | weitere Bilder Fotos hochladen |
| Amtsgericht                          | Trierer Straße 43 Lage                               | 1909    | stattlicher Flügelbau, Neurenaissance, 1909                                                                                            | Fotos hochladen                |
| Erlebnismuseum Mensch und Landschaft | Trierer Straße 51 Lage                               | 1907    | ehemalige Landwirtschaftsschule; Walmdachbau, Neurenaissance, 1907, Architekt Massing                                                  | Fotos hochladen                |
| Mühlenkapelle                        | südwestlich der Stadt oberhalb der Blasiusmühle Lage | 1912    | Putzbau mit Lourdesmadonna, 1912 | Fotos hochladen                |
| Friedhofskreuz                       | Abtei, nördlich des Ortes auf dem Friedhof Lage      | 1898    | Friedhofskreuz, bezeichnet 1898 | BW                             |
| Katholische Filialkirche St. Josef   | Höfchen, Friedrichstraße 3 Lage                      | 1923    | kleiner neubarocker Saalbau, 1923, Architekt Ludwig, Hermeskeil                                                                        | weitere Bilder Fotos hochladen |
| Takenplatte                          | Lascheiderhof, an Nr. 6 Lage                         | 1793    | Eisengussplatte mit Wappen des Trierer Kurfürsten Clemens Wenzeslaus von Sachsen, bezeichnet 1793                                      | BW                             |

## Ehemalige Kulturdenkmäler
| Bezeichnung | Lage                   | Baujahr                   | Beschreibung                                                      | Bild            |
| ----------- | ---------------------- | ------------------------- | ----------------------------------------------------------------- | --------------- |
| Quereinhaus | Saarstraße 65/65a Lage | Ende des 19. Jahrhunderts | Quereinhaus, Ende des 19. Jahrhunderts; aus Denkmalliste gelöscht | Fotos hochladen |